# Дом И. С. Пятова
Дом И. С. Пятова — памятник градостроительства и архитектуры в историческом центре Нижнего Новгорода. Построен в период классицизма в 1819 году; надстроен в период эклектики в 1896 году. Автор проекта — испанский и российский архитектор-инженер А. А. Бетанкур.
Историческое здание по адресу улица Рождественская, 25 сегодня — объект культурного наследия Российской Федерации.

## История
С давних времён на месте современного особняка стоял кабак Будиловых. В начале XIX века участок с каменным двухэтажным домом во дворе приобрёл купец Иван Степанович Пятов, построивший в 1815 году по красной линии улицы Рождественской корпус каменных лавок.
В мае 1819 года часть Нижнего посада выгорела, были уничтожены 94 двора. Работавший в Нижнем Новгороде архитектор и инженер А. А. Бетанкур определил новые границы кварталов, спроектировал и выстроил для И. С. Пятова каменный двухэтажный дом. Бетанкура и Пятова связывали дружественные отношения, так как в 1818 году последний за собственный счёт устроил на песках под Нижегородской ярмаркой Железный ряд, взяв на себя часть забот инженера, получив за это от правительства золотую медаль на голубой ленте — самую статусную награду среди нижегородского купечества.
Кроме торговли железом, И. С. Пятов имел в Нижнем Новгороде прядильные и кирпичные заводы, 5 каменных и один деревянный дом, два каменных корпуса лавок на Нижнем посаде. После смерти купца в 1836 году его наследники постепенно распродавали родовое имение. В конце XIX века дом принадлежал крупным нижегородским домовладельцам, крестьянину И. Кудряшову и мещанину Н. Чеснокову. К открытию Всероссийской промышленно-художественной выставки 1896 года они надстроили здание.

## Архитектура
Дом построен в период русского классицизма. Каменное, двухэтажное с подвалами здание, было украшено восемью приставными ионическими колоннами, фриз над которыми украшали тройные венки славы — символ победы России над Наполеоном. Первый этаж сдавался в наём магазинам, поэтому имел большие арочные остеклённые входы, комнаты второго этажа сдавались под жильё.
В 1896 году дом был надстроен в стиле эклектики. Над зданием возвели сложный фигурный аттик с вазонами в нишах и куполы на углах. Строение стало нести в себе черты как русского ампира, так и эклектики конца XIX века.